# Juni 2001
Dit artikel geeft een chronologisch overzicht van alle belangrijke gebeurtenissen per dag in de maand juni van het jaar 2001.

## Gebeurtenissen

### 1 juni
- Bij de bomaanslag op de Dolfinarium-discotheek in Tel Aviv waarbij een Palestijnse zelfmoordterrorist zichzelf opblaast buiten een discotheek aan de kust in Tel Aviv in Israël vallen 21 doden en 132 gewonden.
- De 12-jarige Zuid-Afrikaanse aids-activist en -patiënt Nkosi Johnson die lange tijd het symbool voor de strijd tegen aids in Zuid-Afrika was, verliest de strijd tegen de slopende ziekte en sterft.
- In de Nepalese hoofdstad Kathmandu vindt een bloedig drama plaats waarbij onder andere koning Birendra (55) en Koningin Aiswarya (51) de dood vinden in hun paleis. De kroonprins Dipendra raakt in coma en sterft twee dagen later. Over de ware toedracht doen vele verhalen de ronde.
- Voetballers die na een kopduel, een botsing of een elleboogstoot bewusteloos raken, mogen niet meer door de verzorger met een natte spons worden opgelapt. De wereldvoetbalbond neemt daarmee de aanbevelingen over van neuro-psycholoog dr. Erik Matser, verbonden aan het St. Annaziekenhuis in Geldrop.

### 2 juni
- Koning Birendra van Nepal, en diverse andere leden van de koninklijke familie, worden gedood door kroonprins Dipendra, die daarna ook zichzelf doodt.
- Bisschopswijding van Gerard de Korte, Nederlands hulpbisschop van Utrecht, door kardinaal Adrianus Simonis in de Sint-Catharinakathedraal in Utrecht.
- Het Nederlands elftal weet zich in de kwalificatiereeks voor het WK voetbal 2002 pas in de blessuretijd te ontdoen van Estland: 2-4. Voor Oranje scoren Frank de Boer, Patrick Kluivert en Ruud van Nistelrooy (2).

### 7 juni
- Bij verkiezingen in het Verenigd Koninkrijk behoudt Labour een grote meerderheid in het Lagerhuis.

### 11 juni
- Timothy McVeigh wordt geëxecuteerd met een gifspuit in een gevangenis Terre Haute, Indiana (Verenigde Staten). Hij pleegde in 1995 een aanslag op een overheidsgebouw in Oklahoma City.

### 13 juni
- Oppositie van de planeet Mars. Hij had toen een schijnbare boogseconden van 20,5.

### 16 juni
- Hockeyclub 's-Hertogenbosch wint de landstitel in de Nederlandse hockeyhoofdklasse door Oranje Zwart met 2-1 te verslaan in de tweede wedstrijd uit de finale van de play-offs.

### 17 juni
- De voormalige koning Simeon II wint de parlementsverkiezingen in Bulgarije. Later doet hij afstand van zijn adellijke titel.

### 19 juni
- Begin van de Nederlandstalige Wikipedia.

### 23 juni
- De hockeysters van Hockeyclub 's-Hertogenbosch winnen de vierde landstitel op rij in de Nederlandse hoofdklasse door HC Rotterdam met 2-0 te verslaan in het tweede duel uit de finale van de play-offs.
- In Duitsland begint de achtste editie van het EK voetbal voor vrouwen, met het gastland als titelverdediger.

### 28 juni
- Slobodan Milošević wordt uitgeleverd aan het Joegoslavië-tribunaal.

## Overleden
<< · januari · februari · maart · april · mei · juni · juli · augustus · september · oktober · november · december · >>